# Coppa di Norvegia 2019-2020 (pallavolo femminile)
La Coppa di Norvegia 2019-2020 si è svolta dal 9 novembre 2019 all'11 gennaio 2020: al torneo hanno partecipato otto squadre di club norvegesi e la vittoria finale è andata al Randaberg.

## Formula
Le squadre hanno disputato quarti di finale, semifinali, disputate con gare di andata e ritorno, e finale.

## Squadre partecipanti
- Førde
- KFUM Volda
- Koll
- NTNUI
- Oslo
- Randaberg
- Tromsø
- Viking

## Torneo

### Tabellone
|  | Quarti     | Quarti |  |           | Quarti di finale | Quarti di finale | Quarti di finale |  |           | Finale | Finale |
|  |            |        |  |           |                  |                  |                  |  |           |        |        |
|  | Oslo       | 0      |  |           |                  |                  |                  |  |           |        |        |
|  | Oslo       | 0      |  |           |                  |                  |                  |  |           |        |        |
|  | Randaberg  | 3      |  |           |                  |                  |                  |  |           |        |        |
|  | Randaberg  | 3      |  | Randaberg | 3                | 3                |                  |  |           |        |        |
|  |            |        |  | Randaberg | 3                | 3                |                  |  |           |        |        |
|  |            |        |  |           | Tromsø           | 0                | 1                |  |           |        |        |
|  | Tromsø     | 3      |  |           | Tromsø           | 0                | 1                |  |           |        |        |
|  | Tromsø     | 3      |  |           |                  |                  |                  |  |           |        |        |
|  | KFUM Volda | 1      |  |           |                  |                  |                  |  |           |        |        |
|  | KFUM Volda | 1      |  |           |                  |                  |                  |  | Randaberg | 3      |        |
|  |            |        |  |           |                  |                  |                  |  | Randaberg | 3      |        |
|  |            |        |  |           |                  |                  |                  |  |           | Koll   | 1      |
|  | Førde      | 3      |  |           |                  |                  |                  |  |           | Koll   | 1      |
|  | Førde      | 3      |  |           |                  |                  |                  |  |           |        |        |
|  | NTNUI      | 0      |  |           |                  |                  |                  |  |           |        |        |
|  | NTNUI      | 0      |  | Førde     | 1                | 0                |                  |  |           |        |        |
|  |            |        |  | Førde     | 1                | 0                |                  |  |           |        |        |
|  |            |        |  |           | Koll             | 3                | 3                |  |           |        |        |
|  | Viking     | 2      |  |           | Koll             | 3                | 3                |  |           |        |        |
|  | Viking     | 2      |  |           |                  |                  |                  |  |           |        |        |
|  | Koll       | 3      |  |           |                  |                  |                  |  |           |        |        |
|  | Koll       | 3      |  |           |                  |                  |                  |  |           |        |        |

### Risultati

#### Quarti di finale
| 9 novembre 2019 Stemmemyren, Bergen Durata: ? - Spettatori: 40       | Viking | 2 - 3 | Koll       | 25-22, 25-22, 14-25, 16-25, 11-15 |
| 10 novembre 2019 Gaularhallen, Sande Durata: 1h:11 - Spettatori: ?   | Førde  | 3 - 0 | NTNUI      | 25-16, 25-17, 25-18               |
| 9 novembre 2019 Tromsøhallen, Tromsø Durata: 1h:49 - Spettatori: 100 | Tromsø | 3 - 1 | KFUM Volda | 25-20, 20-25, 25-23, 25-15        |
| 9 novembre 2019 Nydalen, Oslo Durata: 1h:29 - Spettatori: ?          | Oslo   | 0 - 3 | Randaberg  | 27-29, 19-25, 26-28               |

#### Semifinali

##### Andata
| 30 novembre 2019 Randaberghallen, Randaberg Durata: ? - Spettatori: 100 | Randaberg | 3 - 0 | Tromsø | 25-17, 25-19, 25-21        |
| 30 novembre 2019 Førdehuset, Førde Durata: 2h:00 - Spettatori: ?        | Førde     | 1 - 3 | Koll   | 23-25, 23-25, 25-23, 14-25 |

##### Ritorno
| 7 dicembre 2019 Tromsøhallen, Tromsø Durata: 1h:55 - Spettatori: ? | Tromsø | 1 - 3 | Randaberg | 25-20, 25-27, 23-25, 21-25 |
| 8 dicembre 2019 Kringsjåhallen, Oslo Durata: ? - Spettatori: ?     | Koll   | 3 - 0 | Førde     | 25-9, 25-17, 25-20         |

#### Finale
| 11 gennaio 2020 Ekeberghallen, Oslo Durata: 1h:55 - Spettatori: ? | Randaberg | 3 - 1 | Koll | 18-25, 25-18, 25-21, 26-24 |

## Statistiche
| Rendimento individuale | Rendimento individuale | Rendimento individuale | Rendimento individuale |
| Pos.                   | Nome                   | Punti                  | Squadra                |
| ---------------------- | ---------------------- | ---------------------- | ---------------------- |
| 1                      | Synne Kolsvik          | 56                     | Koll                   |
| 1                      | Julie Michalsen        | 56                     | Koll                   |
| 3                      | Mari Hole              | 54                     | Koll                   |
| 4                      | Tuva Aarrestad         | 46                     | Randaberg              |
| 5                      | Nikoline Rinde         | 45                     | Tromsø                 |

| Attacchi vincenti | Attacchi vincenti | Attacchi vincenti | Attacchi vincenti |
| Pos.              | Nome              | Punti             | Squadra           |
| ----------------- | ----------------- | ----------------- | ----------------- |
| 1                 | Synne Kolsvik     | 47                | Koll              |
| 2                 | Mari Hole         | 44                | Koll              |
| 3                 | Julie Michalsen   | 34                | Koll              |
| 4                 | Tuva Aarrestad    | 33                | Randaberg         |
| 5                 | Nikoline Rinde    | 30                | Tromsø            |

| Muri vincenti | Muri vincenti   | Muri vincenti | Muri vincenti |
| Pos.          | Nome            | Punti         | Squadra       |
| ------------- | --------------- | ------------- | ------------- |
| 1             | Julie Michalsen | 13            | Koll          |
| 2             | Karoline Nore   | 9             | Randaberg     |
| 3             | Jenny Adolfsen  | 6             | Tromsø        |
| 3             | Mille Kjosås    | 6             | Viking        |
| 5             | Gudrun Reikvam  | 4             | Koll          |

| Battute vincenti | Battute vincenti | Battute vincenti | Battute vincenti |
| Pos.             | Nome             | Punti            | Squadra          |
| ---------------- | ---------------- | ---------------- | ---------------- |
| 1                | Karoline Bahr    | 20               | Koll             |
| 2                | Nikoline Rinde   | 14               | Tromsø           |
| 3                | Tuva Aarrestad   | 11               | Randaberg        |
| 3                | Marte Danielsen  | 11               | Tromsø           |
| 5                | Jenny Adolfsen   | 10               | Tromsø           |
| 5                | Lise Rugland     | 10               | Randaberg        |
| 5                | Live Sørbø       | 10               | Randaberg        |
| 5                | Kari Vølstad     | 10               | Randaberg        |
| 5                | Lisbeth Woie     | 10               | Tromsø           |